# Murmania antiqua
Murmania antiqua is een slakkensoort uit de familie van de Murmaniidae. De wetenschappelijke naam van de soort is voor het eerst geldig gepubliceerd in 2006 door Martynov.